# 5460 Tsenaat'a'i
5460 Tsenaat'a'i este o planetă minoră (asteroid), cu un diametru de 3,458 km, din centura de asteroizi. A fost descoperită pe 12 ianuarie 1983 la Stația Anderson Mesa de Brian A. Skiff⁠(d). 
Obiectul prezintă o orbită caracterizată de o semiaxă mare de 2,2328887 UAi, o excentricitate de 0,17, o înclinație de 3,67338 ° în raport cu ecliptica.